# لا گلوریا
لا گلوریا (به اسپانیایی: La Gloria) یک منطقهٔ مسکونی در کلمبیا است که در شهرستان سزار واقع شده‌است. لا گلوریا ۱۴٬۱۷۳ نفر جمعیت دارد.